# Dely Ibrahim
Dely Ibrahim (în arabă دالي إبرھيم) este o comună din provincia Alger, Algeria.
Populația comunei este de 35.230 de locuitori (2008).